# Phyllophaga antiguae
Phyllophaga antiguae är en skalbaggsart som beskrevs av Gilbert John Arrow 1920. Phyllophaga antiguae ingår i släktet Phyllophaga och familjen Melolonthidae. Inga underarter finns listade i Catalogue of Life.